# Blue Christmas
"Blue Christmas" er titlen på en julemelodi skrevet af Billy Hayes og Jay W. Johnson i 1948, indspillet på plade af bl.a. Ernest Tubb, som fik et mindre hit med sin indspilning. 

## Elvis Presleys indspilning
Sangens altoverskyggende gennembrud kom i november 1957, hvor den var et af numrene på Elvis Presleys første julealbum, Elvis' Christmas Album. Elvis indspillede sangen hos Radio Recorders i Hollywood den 5. september 1957.
Elvis Presley tilførte sangen tilstrækkeligt med rock'n'roll-rytmer til at den blev en kæmpesucces, der herefter er indspillet af et utal af kunstnere og grupper, hvor den langt overvejende del lægger sig tæt op ad Presleys version, hvor et af sangens oprindelige vers er udeladt.
Sangens popularitet gjorde, at RCA i 1964 udgav den som A-side på en singleplade med "Wooden Heart" fra Elvis-filmen G.I.Blues som B-side.
Elvis lavede en live-indspilning af "Blue Christmas". Den blev optaget i NBC Studios i Burbank den 27. juni 1968 og udsendt på LP'en Elvis – NBC-TV Special som soundtracket fra Elvis' TV-Show, der i realiteten var hans come-back-show. Elvis Presley optrådte endvidere med sangen under sine "Dinner Show"-koncerter på The Hilton Hotel i Las Vegas i 1975. En indspilning herfra findes på Presleys live-album Dinner At Eight, som kom på gaden den 15. november 2002.
I 2008 udgav RCA en CD med titlen Christmas Duets. Denne rummer en række af kendte julesange i Elvis Presleys fortolkning, men re-mixet, således at hvert nummer er ændret til en duet. På denne CD er "Blue Christmas" i en version, hvor Elvis synger duet med Martina McBride.

## Andre kunstnere
Blandt de mange, udover Elvis, som har indspillet "Blue Christmas" kan nævnes
- Billy Idol
- Brenda Lee
- Bruce Springsteen
- Bon Jovi
- Clay Walker
- Celine Dion
- Dean Martin
- Engelbert Humperdinck
- Fats Domino
- Glen Campbell
- Jim Reeves
- John Denver
- Johnny Cash
- Johnny Reimar m. The Clifters
- Marie Osmond
- Shakin' Stevens
- Sheryl Crow
- Tammy Wynette
- The Beach Boys
- The Platters
- The Pretenders
- The Ventures
- Willie Nelson